# Doncourt-lès-Conflans
Doncourt-lès-Conflans è un comune francese di 1 237 abitanti situato nel dipartimento della Meurthe e Mosella nella regione del Grand Est.

## Società

### Evoluzione demografica
Abitanti censiti